# Botanischer Garten (Rostock)
Koordinaten: 54° 5′ 26,6″ N, 12° 5′ 35,1″ O

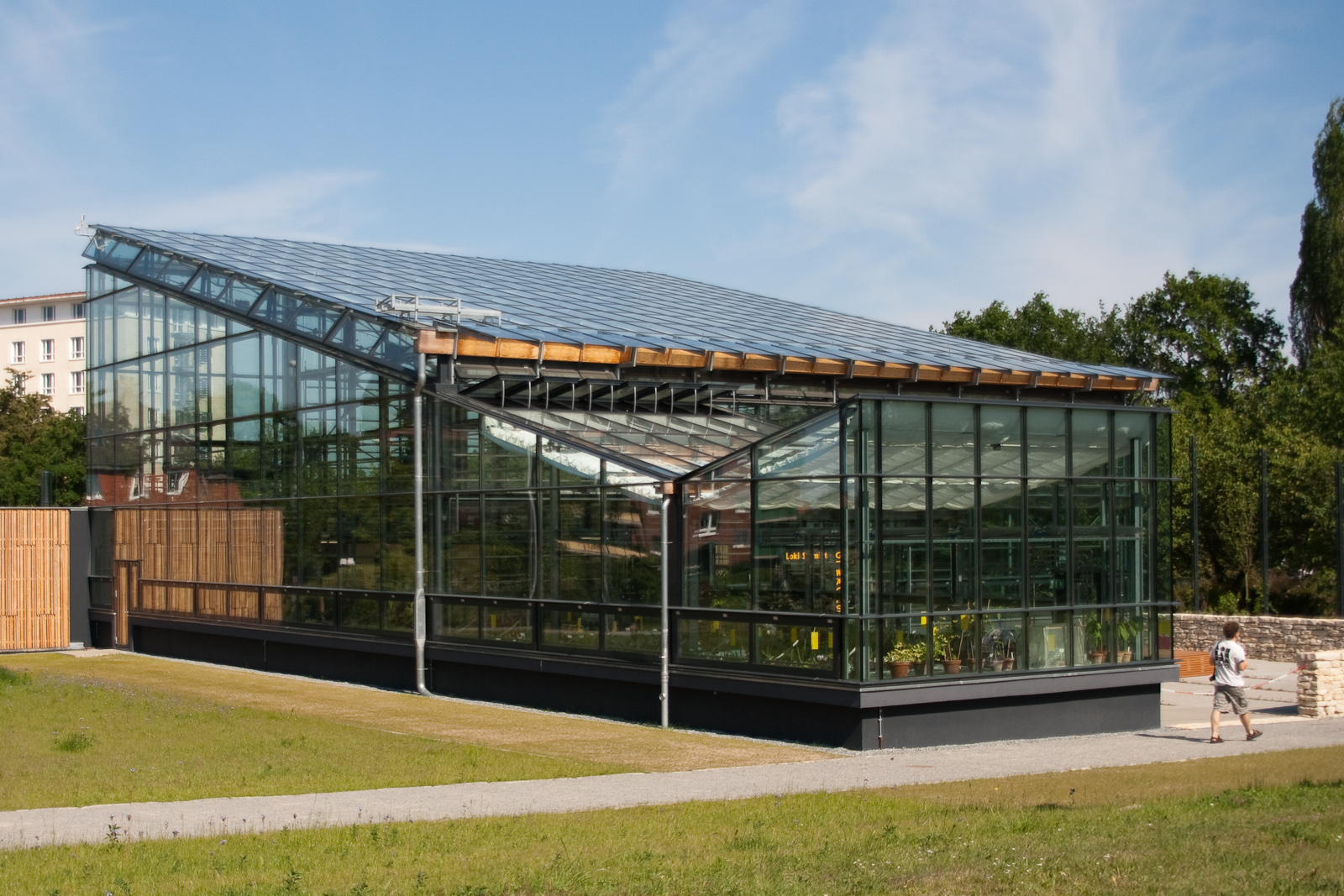
Loki-Schmidt-Gewächshaus im Botanischen Garten

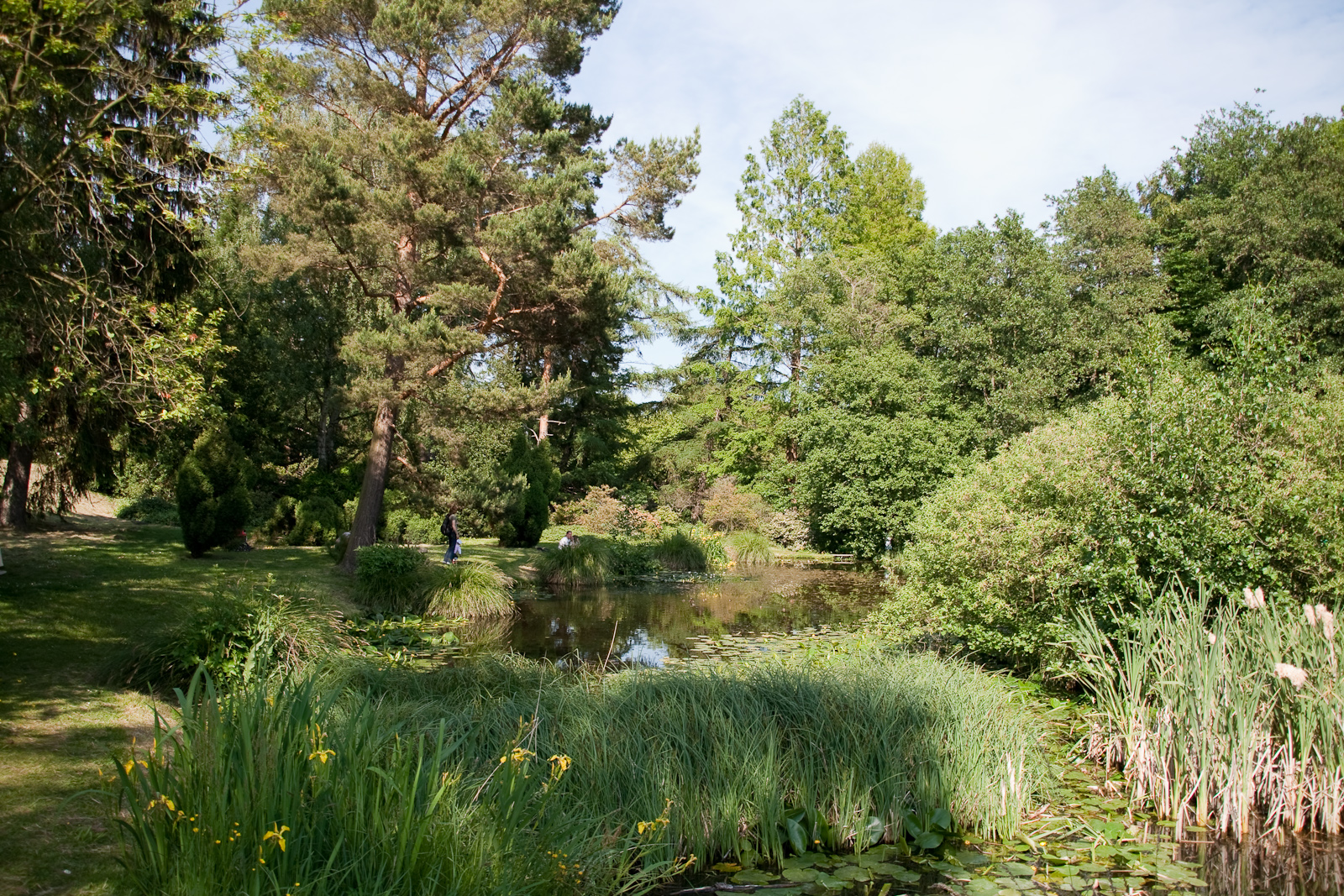
Teich

Ein Botanischer Garten wurde an der Universität Rostock 1885 erstmals dauerhaft, nachdem mehrere Versuche der Gründung missglückt waren, durch Karl Ritter von Goebel eingerichtet. In der Zeit zwischen 1935 und 1939 wurde das 7,8 Hektar große Außengelände des Botanischen Gartens an der Hamburger Straße im Hansaviertel durch Arno Lehmann und Erich Rulsch eingerichtet.
Im Botanischen Garten befinden sich annähernd 7000 Pflanzenarten in Kultur. Die Erhaltung und Erweiterung wird vorwiegend durch Samen- und Pflanzenaustausch mit anderen Botanischen Gärten sichergestellt. Bis 2009 wurden die Gewächshäuser im ursprünglichen Areal des Botanischen Gartens an der Doberaner Straße noch genutzt, waren aber in den letzten Jahren wegen des schlechten Bauzustandes der Öffentlichkeit nicht zugänglich. 2009 wurden die neuen Loki-Schmidt-Gewächshäuser mit 400 m² Fläche und tropischen Nutzpflanzen auf dem Gelände an der Hamburger Straße eingeweiht.
Zum botanischen Garten gehören:
- eine Gebirgs- oder Steingartenanlage (Alpinum)
- ein Baumgarten (Arboretum) mit Urweltmammutbäumen und insgesamt 2900 Gehölzarten
- eine Heil- und Gewürzpflanzen-Abteilung
- ein Japangarten mit einem niederdeutschen Reetdachhaus und umfangreicher Rhododendron-Sammlung
- eine morphologische Abteilung
- eine Abteilung für immergrüne Pflanzen
- eine systematische Abteilung.

Ein aufgestauter Wasserlauf, der Kayenmühlengraben, fließt durch den botanischen Garten und dient zur Demonstration von Feuchtbiotopen wie Feuchtwiese, Moor, Teich und Bach. Eine Steingartenanlage mit Bossenwerkmauern stellt die Geschichte der Nutzpflanzen in Nordostdeutschland von der Jungsteinzeit bis zur Gegenwart dar. Regelmäßig finden Führungen und Veranstaltungen, unter anderem der Plattdeutsche Büchertag, im Botanischen Garten statt.
Neben der universitären Lehre werden Lehrer für Gymnasien mit Schülern aller Altersgruppen ausgebildet. Im Projekt „Unigarten macht Schule“ wird Unterricht zu den Themen pflanzlicher Vielfalt und Umwelterziehung mit Kindergärten und Schulklassen durchgeführt.
Ein gemeinnütziger Verein, der Freundeskreis Botanischer Garten in Rostock, dient der Förderung des Gartens und veranstaltet Vorträge, Ausstellungen, praktische Demonstrationen und Exkursionen zu ähnlichen Einrichtungen.
In den Wintermonaten Dezember bis Februar ist der Garten eingeschränkt geöffnet.